# Lautréamont
Pour les articles homonymes, voir Ducasse.
Cet article possède un paronyme, voir Latréaumont.
Isidore Lucien Ducasse, né le 4 avril 1846 à Montevideo (Uruguay) et mort le 24 novembre 1870 dans le 9e arrondissement de Paris, est un poète franco-uruguayen[réf. nécessaire]. Il est également connu sous le pseudonyme de comte de Lautréamont (souvent simplement appelé Lautréamont), qu’il emprunta très probablement au roman Latréaumont (1837) d’Eugène Sue et qu'il n'utilisa pourtant qu'une seule fois.
Il est l'auteur des Chants de Maldoror, de deux fascicules, Poésies I et Poésies II, ainsi que d'une correspondance habituellement publiée sous le titre de Lettres, en appendice des œuvres précédentes. On n'a longtemps su que très peu de choses sur son auteur, mort à vingt-quatre ans, sans avoir connu le succès de son vivant. Sa vie a donc donné lieu à de nombreuses conjectures, en particulier chez les surréalistes, qui essayèrent notamment de trouver des éléments biographiques dans ses poèmes.

## Biographie

### Montevideo
Son père, François Ducasse (1809-1887), d’origine tarbaise, est commis-chancelier au consulat général de France à Montevideo, mais aussi un homme d'une grande culture.. Isidore Ducasse naît dans un lieu indéterminé de Montevideo, « né sur les rives américaines à l'embouchure de la Plata, là où deux peuples rivaux s'efforcent actuellement (en 1868) de se surpasser dans le progrès matériel et moral. Buenos-Aires, la reine du Sud, et Montevideo, la coquette, se tendent une main amie, à travers les eaux argentines du grand estuaire ». Sa mère, Jacquette Célestine Davezac, née près de Tarbes, meurt le 9 décembre 1847 dans des circonstances mystérieuses (elle se serait suicidée). Isidore Ducasse passe son enfance en Uruguay, pays agité par la guerre entre Manuel Oribe, soutenu par Juan Manuel de Rosas, et Fructuoso Rivera, guerre qui dure jusqu'en 1851.

### En France

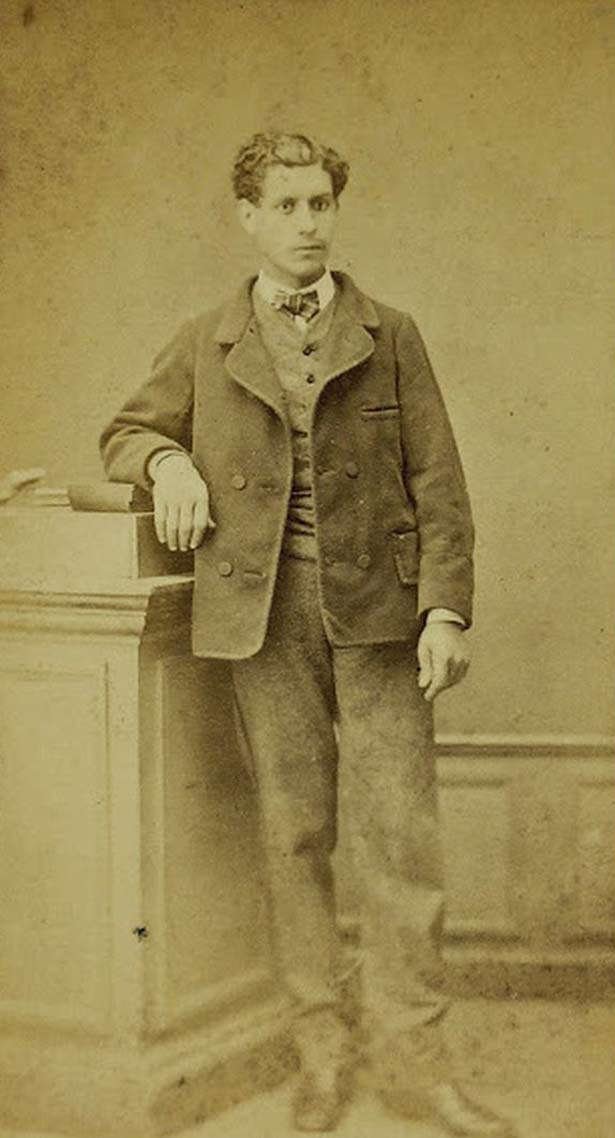
Photo carte-de-visite représentant peut-être Isidore Ducasse.
Portrait exécuté à Tarbes en 1867 par le studio Blanchard, place Maubourguet.

En octobre 1859, il entre comme interne au lycée impérial de Tarbes, en sixième alors qu'il a treize ans et demi, ce qui n'est pas exceptionnel, de nombreux élèves venus des colonies ayant des retards scolaires. Isidore Ducasse semble pourtant être un bon élève, qui apprend vite, car il obtient le deuxième accessit de version latine, de grammaire et de calcul, ainsi que le premier prix de dessin d'imitation. On perd sa trace entre août 1862 et octobre 1863, période durant laquelle il suit les cours de l’établissement qui deviendra le lycée Louis-Barthou à Pau, « où il est un élève des plus ternes ». À cette époque, son tuteur est un avoué tarbais, Jean Dazet. Ducasse est ami avec Georges Dazet (1852-1920), le fils de Jean, et qui fut le premier dédicataire de Poésies. En août 1865, il obtient son baccalauréat en lettres avec la mention « passable ».
Après un voyage en Uruguay en 1867, il arrive à Paris et s’installe à l’hôtel L’Union des Nations, 23 rue Notre-Dame-des-Victoires. Il entame des études supérieures dont la nature reste inconnue (concours d’entrée à l’École polytechnique, a-t-on souvent écrit). Il publie à compte d’auteur et anonymement le premier des Chants de Maldoror prévu en août 1868 chez l'imprimeur Gustave Balitout, Questroy et Cie, édition finalement repoussée puis publiée en dépôt en novembre 1868 en deux endroits différents : la librairie du Petit-Journal, et « au passage Européen chez Weill et Bloch ». Ce premier chant sera repris dans un recueil de poésies publié par Évariste Carrance et intitulé Les Parfums de l'âme à Bordeaux en 1869.
Les six chants complets seront imprimés en Belgique fin août 1869, signés « Comte de Lautréamont » par Albert Lacroix mais sans référence d'éditeur. L'ouvrage ne fut pas diffusé mais Ducasse et Lacroix restèrent en contact. Le pseudonyme de Lautréamont peut avoir été inspiré par le roman d'Eugène Sue Latréaumont, paru à Paris en 1837.
En 1870, il quitte le 32 rue Faubourg-Montmartre et habite 15 rue Vivienne. Il reprend son nom d'état civil pour publier deux fascicules intitulés Poésies publiés à la Librairie Gabrie située au 25 passage Verdeau, toujours dans son quartier donc, et dont une publicité paraîtra dans la Revue populaire de Paris.

### Mort
Le 24 novembre 1870, alors que le Second Empire s’effondre, il meurt à son nouveau domicile situé au 7 rue Faubourg-Montmartre. Sur son acte de décès, est écrit : « Sans autres renseignements ». Selon ses biographes[Qui ?], il serait mort phtisique[réf. souhaitée].
Il est inhumé dans la 35e division du cimetière du Nord (cimetière de Montmartre), puis déplacé le 20 janvier 1871 dans la 49e division du même cimetière, selon toute vraisemblance dans une fosse commune. En raison de la destruction de certains registres d'inhumation de cette période ainsi que des remaniements importants du cimetière, la trace de la dépouille de Lautréamont se perd, et, si certains de ses biographes la placent à l'ossuaire du cimetière de Pantin, cette information est contestée par d'autres.
À partir de la fin des années 1970, de nouveaux documents biographiques sont retrouvés dont deux portraits photographiques présumés (notamment un, majeur, présenté par son biographe Jean-Jacques Lefrère).

## Succès posthume

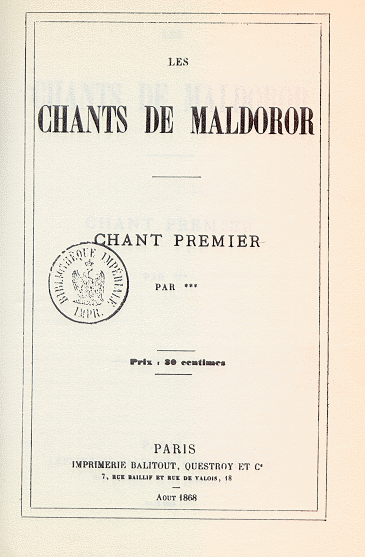
Première édition du « Chant Premier » : la plaquette, vendue 30 centimes, est anonyme (août 1868).

### Première redécouverte par laJeune Belgiqueen 1885
En 1874, le stock des exemplaires de l’édition originale des Chants de Maldoror est racheté par Jean-Baptiste Rozez, libraire-éditeur tarbais installé en Belgique, et enfin mis en vente, mais avec une nouvelle couverture. Il faut attendre 1885 pour que Max Waller, directeur de la Jeune Belgique, en publie un extrait et en fasse découvrir les textes. Elle tombe entre les mains de Joris-Karl Huysmans, d'Alfred Jarry et de Rémy de Gourmont. Jarry rendra hommage à « cet univers pataphysique » et les surréalistes reconnaîtront le poète comme l’un de leurs plus éminents précurseurs. Huysmans s'interrogera : 

« Que diable pouvait faire dans la vie l'homme qui a écrit d'aussi terribles rêves ? »

Léon Bloy lui consacre en 1890 une critique admirative sous le titre « Le cabanon de Prométhée », parue dans Belluaires et porchers.

### Redécouverte et mythe surréaliste
André Breton évoque Ducasse plusieurs fois dans ses Manifestes du surréalisme : 

« Les types innombrables d’images surréalistes appelleraient une classification que, pour aujourd’hui, je ne me propose pas de tenter. […] En voici, dans l’ordre, quelques exemples : 
Le rubis du Champagne. Lautréamont.
Beau comme la loi de l’arrêt du développement de la poitrine chez les adultes dont la propension à la croissance n’est pas en rapport avec la quantité de molécules que leur organisme s’assimile. Lautréamont. »

Il dit aussi dans un entretien : « Pour nous, il n'y eut d'emblée pas de génie qui tînt devant celui de Lautréamont. »
De même, Wilfredo Lam dessine un projet de carte pour le Jeu de Marseille des surréalistes qui porte le nom Lautréamont. Génie du rêve, étoile.
André Gide écrit en 1925 : « J'estime que le plus beau titre de gloire du groupe qu'ont formé Breton, Aragon et Soupault, est d'avoir reconnu et proclamé l'importance littéraire et ultra-littéraire de l'admirable Lautréamont. »
Après 1945, Maurice Blanchot se sert de ce qu'il appelle « L'expérience de Lautréamont », et de celle du Marquis de Sade, pour tenter d'élucider « les rapports qu'entretiennent le mouvement d'écrire et le travail d'une plus grande raison » dans son essai Lautréamont et Sade.

## Légende

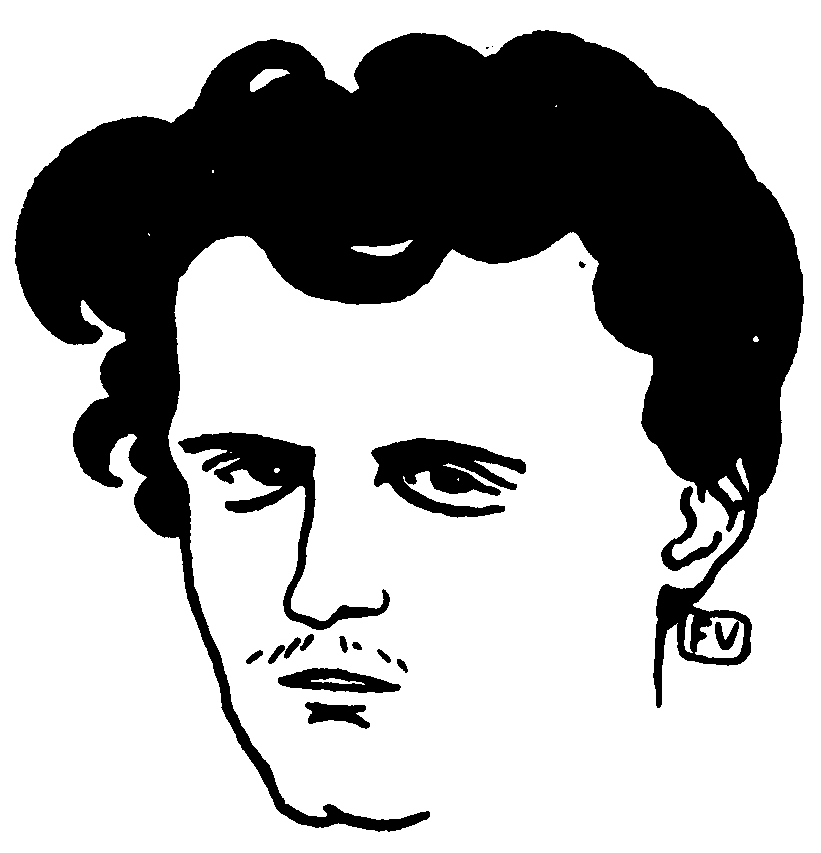
Portrait imaginaire de Lautréamont par Félix Vallotton, paru dans Le Livre des masques de Remy de Gourmont (1898).
Le critique littéraire Edmond Jaloux y voit un magnifique jeune homme au visage d'ange, au regard acéré et puissant.

### À partir de l’œuvre
Certains critiques ont cherché des éléments biographiques dans l’œuvre elle-même. Ainsi, Gaston Bachelard voit dans la phrase « On raconte que je naquis entre les bras de la surdité » (Les Chants de Maldoror, Chant Deuxième) la possibilité d'une surdité lors de l'enfance du poète. De même, Bachelard imagine l'esprit révolutionnaire des Chants commandé par « ressentiment scolaire » et voit dans de nombreux passages la description en filigrane du rapport du maître à l'élève.

### À partir des recherches de Genonceaux
Genonceaux, troisième éditeur des Chants de Maldoror, entreprend des recherches pour savoir qui en était l'auteur. Pour cela, il se base presque uniquement sur le témoignage de Lacroix, premier éditeur des Chants. Il en tire la conclusion suivante : 

« Ducasse était venu à Paris dans le but d'y suivre les cours de l'école Polytechnique ou des mines. En 1867 il occupait une chambre dans un hôtel situé au 23 rue Notre-Dame-des-Victoires. Il y était descendu dès son arrivée d'Amérique. C'était un grand jeune homme brun, imberbe, nerveux, rangé et travailleur. Il n'écrivait que la nuit, assis sur son piano. Il déclamait, il forgeait ses phrases, plaquant ses prosopopées avec des accords. Cette méthode de composition faisait le désespoir des locataires de l'hôtel qui, souvent réveillés en sursaut, ne pouvaient se douter qu'un étonnant musicien du verbe, un rare symphoniste de la phrase cherchait, en frappant son clavier, les rythmes de son orchestration littéraire. »

Aucune de ces informations, écrites vingt ans après la mort de Ducasse, n'a pu être vérifiée. Néanmoins, cette description a souvent été réutilisée, avec des variations :

« Par les jours froids et pluvieux de Paris, Ducasse, dans sa chambre dont le lit restait défait jusqu'à la nuit, écrivait et pensait. Il avait un piano de location, c'était tout son luxe. »

— Ramón Gómez de la Serna

« Lautréamont mangeait à peine, ne travaillait que la nuit après avoir joué du piano, et buvait tellement de café qu'il scandalisait l'hôtelier. »

— André Malraux

« Il n'écrivait que la nuit, assis devant son piano. Sa chambre, très sombre, était meublée d'un lit, de deux malles pleines de livres et du piano droit. Il buvait une très grande quantité de café. Il déclamait ses phrases en plaquant de longs accords. Cette méthode de composition faisait le désespoir des locataires de l'hôtel souvent réveillés en sursaut. »

— Philippe Soupault

## Œuvre
Les Chants de Maldoror, aux interprétations multiples, semblent incarner une révolte adolescente où le monde de l’imaginaire paraît plus fort que la vie dite « réelle ». Ils consistent en une épopée en prose, très décalée des publications de l'époque, dont le personnage principal est Maldoror (l'origine de ce nom reste mystérieuse, mais provient sans doute d'une contraction des mots mal et horror (mot espagnol pour « horreur »), créature terrifiante, squelettique, armée d'un stylet et ennemie du Créateur.

Le lecteur se sent pris d'un sentiment de vertige à la lecture de Lautréamont. Il partage sa vision d'un monde en perpétuel mouvement, faisant l'expérience de la férocité, de la sauvagerie et de la perte de repères. Dans son expression, l'artiste (dont la vision si personnelle semble bouleverser des mouvements tels que le romantisme et le naturalisme littéraire) communique au lecteur un certain mépris des situations et des personnages dont il rapporte l'expérience. Sa vision de l'humanité se comprend ici : 

« Race stupide et idiote ! Tu te repentiras de te conduire ainsi. C’est moi qui te le dis. Tu t’en repentiras, va ! tu t’en repentiras. Ma poésie ne consistera qu’à attaquer, par tous les moyens, l’homme, cette bête fauve, et le Créateur, qui n’aurait pas dû engendrer une pareille vermine. Les volumes s’entasseront sur les volumes, jusqu’à la fin de ma vie, et, cependant, l’on n’y verra que cette seule idée, toujours présente à ma conscience ! »

Il existe dès 1954 huit préfaces françaises aux Chants de Maldoror, parfois contradictoires, et de nombreuses autres ont été publiées au cours de la seconde moitié du XXe siècle.
Ses Poésies I et Poésies II, écrites en prose, consistent en des aphorismes exaltés ou des réflexions sur la littérature. Lautréamont y montre notamment son mépris pour Alexandre Dumas fils : « Je soutiens qu'un bon élève de seconde est plus fort que lui [Dumas fils] en n'importe quoi » (in Poésies I), ou son admiration pour Byron. Il y cultive comme dans Les Chants de Maldoror une révolte envers l'ordre établi, réfutant tour à tour Balzac, Alexandre Dumas fils, Victor Hugo, Jean-Jacques Rousseau, George Sand, Eschyle.
La révolte et le refus de l'ordre établi, ainsi que la courte vie des deux auteurs, mettent en parallèle l'œuvre de Rimbaud et de Lautréamont, qui vécurent à la même période mais ne se croisèrent jamais.

## Influence et postérité
Pour la postérité des Chants de Maldoror, voir Les Chants de Maldoror#Postérité.
Bien que présent dans la contre-culture underground, Lautréamont reste assez peu cité par la culture populaire, comparé à d'autres poètes français comme Rimbaud, Verlaine ou Baudelaire.

### Cinéma
- William Klein nomme l'un des personnages « Isidore Ducasse » dans Qui êtes-vous, Polly Maggoo ? (1966).
- Une partie du collage textuel du film La Société du spectacle (1973) de Guy Debord comprend des extraits de l’œuvre de Lautréamont.
- Le personnage principal, Chris Parker, dans le film Permanent Vacation (1980) de Jim Jarmusch fait référence à Lautréamont.

### Littérature
- Julio Cortazar en fait un « sud-américain anonyme » dans sa nouvelle L'Autre Ciel publiée dans le recueil Tous les feux, le feu (1966).
- Le poète américain John Ashbery a intitulé Hôtel Lautréamont l'un de ses recueils paru en 1992.
- L'écrivain français Hervé Le Corre a également fait d'Isidore Ducasse et des Chants de Maldoror des personnages clés de son roman L'Homme aux lèvres de saphir (2004)[38].
- Le romancier français François Darnaudet met en scène une mort imaginaire d'Isidore Ducasse dans son roman fantastique Le Papyrus de Venise (2006)[39].
- Monique Garcia et Olivier Fodor lient le personnage d'Isidore Ducasse à celui d'Antoine de Tounens, roi de Patagonie, dans le roman Secrets de Lautréamont (Paris, 2019). Nouvelle version de la mort d'Isidore Ducasse, qui se trouve avoir une descendance  (ISBN 9782322186600).

### Musique
- Son nom est cité dans une chanson du groupe de rock Noir Désir en 1989 :

« Moi j'ai pas allumé la mèche

C'est Lautréamont qui me presse

Dans les déserts là où il prêche

Où devant rien on donne la messe. »

— Les Écorchés
- Le groupe de metal progressif The Ocean utilise les écrits de Lautréamont dans ses chansons Rhyacian et Mesoarchean, issues de l'album Precambrian (2007).
- Un extrait de la lettre d'Isidore Ducasse à Auguste Poulet-Malassis, datée du 23 octobre 1869, clôt la chanson Utopie de poche (2015) de Lucio Bukowski.

### Bande dessinée
- Des extraits des Chants de Maldoror, ainsi que des références à la vie de Lautréamont, sont cités dans la bande dessinée Les Nuits écorchées de Régis Penet[41].

### Hommage
Une rue et un lycée professionnel à Tarbes portent son nom.

#### Ouvrages
- Léon Pierre-Quint, « Le Comte de Lautréamont et Dieu », Paris, Les Cahiers du Sud, 1930.
- Gaston Bachelard, Lautréamont, Paris, éditions José Corti, 1939 ; rééd. augmentée 1983  (ISBN 978-2714300331).
- Philippe Soupault, Lautréamont, Paris, éditions Seghers, coll. « Poètes d'aujourd'hui », no 6, 1946.
- Marcel Jean et Árpád Mezei, Les Chants de Maldoror : essai sur Lautréamont et son œuvre, suivi de notes et de pièces justificatives, Paris, Le Pavois, coll. « Le Chemin de la vie », 1947, 221 p. (OCLC 20680477, BNF 37399571).
- Maurice Blanchot, Lautréamont et Sade, Paris, Les Éditions de Minuit, 1949.
- Marcelin Pleynet, Lautréamont, Paris, éditions du Seuil, coll. « Écrivains de toujours », 1967.
- Robert Faurisson, A-t-on lu Lautréamont ?, Paris, Gallimard, coll. « Les Essais », 1972.
- François Caradec, Isidore Ducasse, comte de Lautréamont, Paris, Éditions Gallimard, coll. « Idées/Gallimard », 1975.
- Michel Pierssens, Ethique à Maldoror, Presses universitaires du Septentrion, 1984.
- Marie-Louis Terray, Marie-Louise Terray commente Les Chants de Maldoror, Lettres, Poésies I et II d'Isidore Ducasse, Comte de Lautréamont, Paris, Gallimard, coll. « Foliothèque », 1997.
- Maurice Saillet, Les Inventeurs de Maldoror, Mazères, éditions Le Temps qu'il fait, 1998  (ISBN 978-2868531476).
- Jean-Jacques Lefrère, Le Visage de Lautréamont, éditions Horay, 1977. Dans cet ouvrage est publiée la photo-carte de visite retrouvée par Lefrère dans un album de la famille Dazet ; la photographie est présentée en regard d’une photographie du jeune Georges Dazet.
Cf. Lefrère, Flammarion, 2008, p. 91 et commentaire p. 87.
- Jean-Jacques Lefrère, Isidore Ducasse : auteur des Chants de Maldoror, par le comte de Lautréamont, Paris, Fayard, 1998  (ISBN 9782213601168).
- Michel Pierssens, Ducasse et Lautréamont, l’envers et l’endroit, éditions du Lérot et PUV, 2006.
- Jean-Jacques Lefrère, Lautréamont, Paris, Flammarion, 2008  (ISBN 978-2081216631).
- Jean-Luc Steinmetz (s./dir.), Lautréamont, Œuvres complètes, Paris, Gallimard, coll. « Bibliothèque de la Pléiade », 2009.
- Andrea S. Thomas, Lautréamont, Subject to Interpretation, Amsterdam, Brill/Rodopi, 2015.
- Kevin Saliou, La Réception de Lautréamont, Paris, Classiques Garnier, coll. « Études romantiques et dix-neuviémistes », 2021.
- Kevin Saliou, Le Réseau de Lautréamont. Itinéraire et stratégies d'Isidore Ducasse, Paris, Classiques Garnier, coll. « Études romantiques et dix-neuviémistes », 2021.
- Jude Stéfan, Rimbaud et Lautréamont, préface de Tristan Hordé, Fourmagnac, L’Étoile des limites, 2023.

#### Articles et varia
- « Préface de Léon Genonceaux », in Les Chants de Maldoror, Paris, éditions L. Genonceaux, 1890.
- Remy de Gourmont, Le Livre des masques. Portraits symbolistes. Gloses et documents sur les écrivains d'hier et d'aujourd'hui, illustré par Félix Vallotton, Paris, Mercure de France, 1896, p. 139-149 (lire sur Gallica).
- « Préface de Philippe Soupault », in Lautréamont. Poésies, Paris, Au sans pareil, 1920.
- (en) The lay of Maldoror by the Comte de Lautréamont, traduit par John Rodker avec une introduction de Rémy de Gourmont, Londres, The Casanova Society, 1924 [1re traduction en anglais].
- Collectif, Le Cas Lautréamont : études et opinions par Marcel Arland, C Arnauld, André Breton, Jean Cassou, Jean Cocteau, etc. ; portrait par Odilon-Jean Périer ; bibliographie par Raoul Simonson ; préface par André Gide, Paris, R. Van den Berg, 1925.
- « Étude, commentaires et notes par Philippe Soupault » in Comte de Lautréamont, Œuvres complètes : Les Chants de Maldoror : Poésies : Correspondance, Paris, Au Sans pareil, 1927 [1re édition complète].
- André Breton, Anthologie de l’humour noir, Paris, éditions du Sagittaire, 1940 ; rééd. 1950 et 1966 (J.-J. Pauvert, augmentée).
- Julien Gracq, « Lautréamont toujours », préface aux Chants de Maldoror, Paris, éditions La Jeune Parque, 1947.
- Maurice Blanchot, « Lautréamont ou l'espérance d'une tête », Cahiers d'art, n° 1, juin 1948 ; version augmentée dans « Préface aux Chants de Maldoror » au Club français du livre, 1950. Les deux textes précédents (Gracq et Blanchot) sont repris en introduction aux Œuvres complètes de Lautréamont, Paris, José Corti, 1960, puis dans Sur Lautréamont, éditions Complexe, 1987.
- Guy Debord et Gil J. Wolman, « Mode d'emploi du détournement », in Les Lèvres nues, mai 1956 Texte inclus dans la nouvelle édition des œuvres de Lautréamont dans la bibliothèque de la Pléiade, parue en 2009 (lire en ligne).
- « Lautréamont : pour le centenaire de Maldoror » in L'Arc, Aix-en-Provence, 1967.
- Michel Mansuy, « Bachelard et Lautréamont, I. La psychanalyse de la bête humaine », Études françaises, vol. 1, no 1,‎ février 1965, p. 26-51 (lire en ligne).
- Philippe Sollers, « La science de Lautréamont » in Logiques, 1968.
- Jean-Marie-Gustave Le Clézio, « Le Rêve de Lautréamont », La Nouvelle Revue française no 329, 330, 331, en juin, juillet et août 1980 ; repris dans Sur Lautréamont, éditions Complexe, 1987.
- Louis Janover, Lautréamont et les chants magnétiques, Sulliver, 2002  (ISBN 978-2911199790).
- « Isidore Ducasse géomètre de la poésie » par Norbert Meusnier in Alliage no 57-58, 2006.
- Gérard Touzeau, « Louis d'Hurcourt, dédicataire des Poésies d'Isidore Ducasse », Histoires Littéraires, vol. XVII, n° 67, juillet-août-septembre 2016, p. 140-151 ; Cahiers Lautréamont, avril 2016.
- Nous sommes dans une nuit d'hiver, 33 dessins de Nadine Ribault à partir de fragments des Chants de Maldoror d'Isidore Ducasse, comte de Lautréamont, éditions Les Deux Corps, 2018 ; éditions Irène, Kyôto, 2020.
- Valentin Macchi, Isidore, Lautréamont et Maldoror, université de Bordeaux, 2022.